# Нильсен, Клаус Кюнде
Клаус Кюнде Нильсен (дат. Klaus Kynde Nielsen; род. 13 апреля 1966,  в  Орхусе, Дания)   — датский трековый и шоссейный велогонщик. Бронзовый призёр летних Олимпийских игр 1992 года на треке в командной гонке преследования. 

## Достижения

### Трек
1983
1-й  Чемпион мира — Командная гонка преследования (юниоры)
1984
3-й  Чемпионат мира — Командная гонка преследования (юниоры)
1992
1-й  Чемпион Дании — Гонка по очкам (любители)
3-й  Летние Олимпийские игры — Командная гонка преследования
1993
3-й  Чемпионат мира — Командная гонка преследования
1994
1-й  Чемпион Дании — Командная гонка преследования (любители)

### Шоссе
1993
3-й  Чемпионат Дании — Групповая гонка (любители)
1994
1-й — Этапы 1 и 4b Тур Баварии
1-й — Этап 5 Cinturón a Mallorca